# 10 Heures de Messine
Les 10 Heures de Messine sont une ancienne course automobile de type endurance, organisée par l'Automobile Club Messina essentiellement à la fin du mois de juillet, au nord-est de la Sicile (dont quatre années de rang durant la première moitié des années 1950).

## Historique
Elle s'adressa à des voitures de sport de type Grand Tourisme essentiellement, sur un circuit de 6.7 kilomètres (ramené à 6.02 lors de la dernière année).
Eugenio Castellotti s'imposa à deux reprises.

## Palmarès
| Année        | Date                             | Vainqueur                                 | Voiture                          |                                  |
| ------------ | -------------------------------- | ----------------------------------------- | -------------------------------- | -------------------------------- |
| 1952         | 28 août                          | Franco Cornacchia Clemente Biondetti      | Ferrari 212 Export               |                                  |
| 1953         | 26 juillet                       | Eugenio Castellotti Giulio Musitelli      | Ferrari 250 MM                   |                                  |
| 1954         | 25 juillet                       | Roberto Sgorbati Giuseppe Sgorbati        | O.S.C.A. 2000S                   |                                  |
| 1955         | 24 juillet                       | Maurice Trintignant Eugenio Castellotti   | Ferrari 750 Monza                |                                  |
| 1956 et 1957 | Épreuve d'endurance non disputée | Épreuve d'endurance non disputée          | Épreuve d'endurance non disputée | Épreuve d'endurance non disputée |
| 1958         | 20 juillet                       | Christian "Bino" Heins Paul Ernst Strähle | Porsche 550 RS                   |                                  |

(En 1956, l'américain Phil Hill remporta la course alors redéfinie sur 5 heures, avec une Formule 2 Ferrari 500 TR de la Scuderia Ferrari)